# Falkensee (Inzell)
Der Falkensee ist ein See in den Chiemgauer Alpen in Bayern. Der See liegt im Weittal zwischen Falkenstein und Gruberhörndl im Naturschutzgebiet Östliche Chiemgauer Alpen in der Gemeinde Inzell im Landkreis Traunstein. Er wird vom Falkenseebach von Süd nach Nord durchflossen.

## Natur und Umwelt

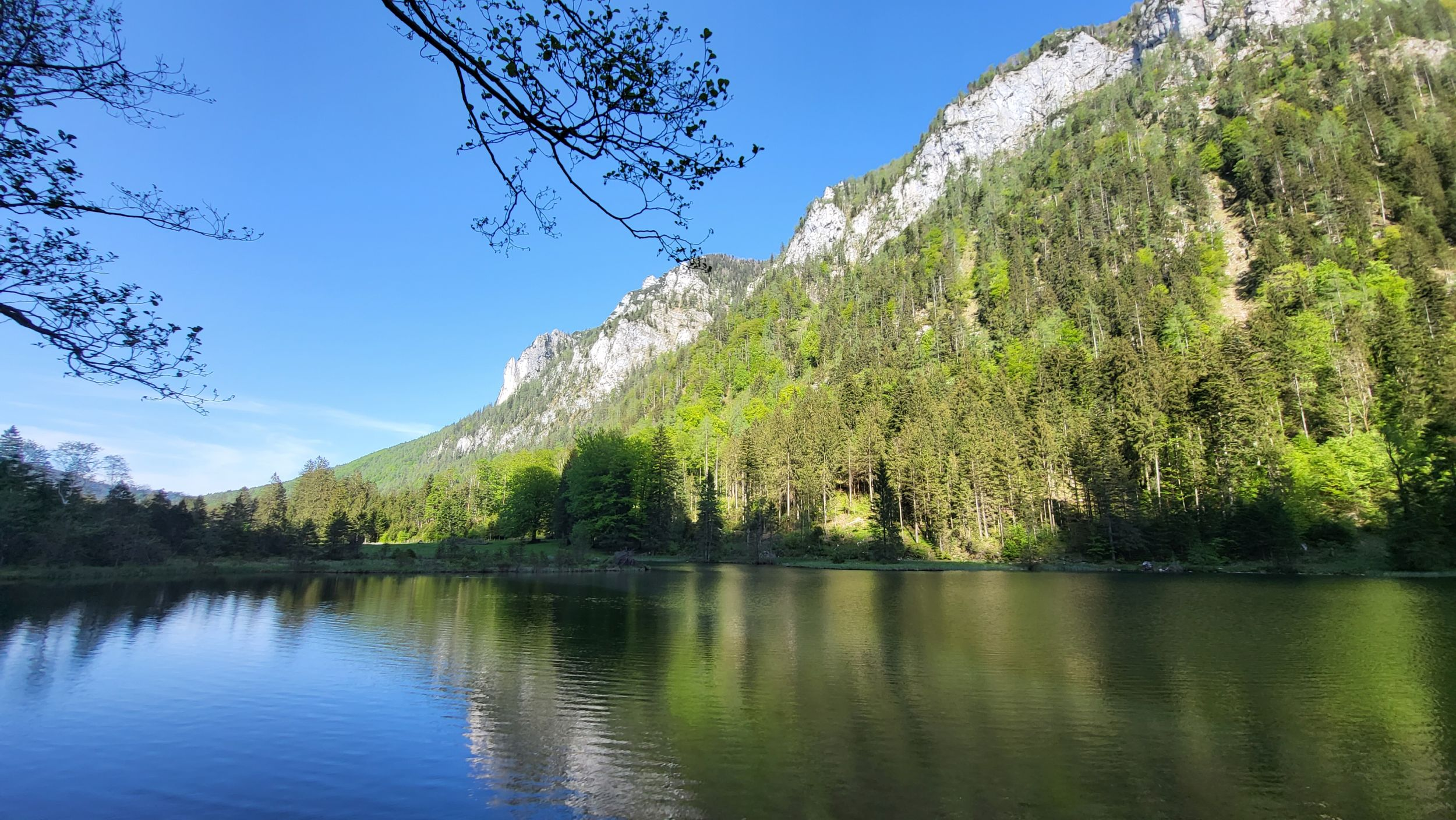
Falkensee

Der Falkensee entstand mit dem Schmelzen der Gletscher nach der letzten Kaltzeit. Durch die stete Wasserzufuhr aus unterirdischen Quellen liegt die Wassertemperatur die meiste Zeit des Jahres in einem konstant niedrigen Bereich. Die Quellen sorgen ebenso dafür, dass das Gewässer lange eisfrei bleibt. Dadurch ist der Falkensee Lebensraum und Überwinterungsplatz für zahlreiche Vogelarten wie die Wasseramsel oder die Moorente.
Umgeben ist der See vom Falkenseemoor, einem Latschenhochmoor. Die Moorflächen sind mit Latschen und Spirken, beides Unterarten der Bergkiefer, bewachsen. Zudem gibt es Vorkommen von Sonnentau und Torfmoosen am Falkensee. Das Falkenseemoor gilt als ökologisch intakt.

## Tourismus
Das Falkenseemoor und die Lage im Naturschutzgebiet führten zu einem Badeverbot im Falkensee. Teile des westlichen Uferbereichs sind über hölzerne Stege begehbar, außerdem wurden eine Schutzhütte und eine Informationstafel der Bayerischen Staatsforstverwaltung errichtet.
Der See ist eine Station der Falkenstein-Runde, einem Wanderweg, der auf einer etwa zweistündigen Route den Falkenstein umrundet und der neben dem Falkensee auch den Krottensee und den Zwingsee passiert. Am See entlang führt eine Salzalpentour, eine von insgesamt 26 ergänzenden Routen des Fernwanderwegs Salzalpensteig. Die Mountainbike-Tour Hochstaufen verläuft ebenso am Ufer des Falkensees entlang.

## Legende vom schwarzen Ross vom Falkensee
Eine Legende erzählt von einem schwarzen Ross, das „in frühesten Zeiten“ nachts am Falkensee gesichtet worden sein soll. Dabei schritt es stets langsam vom See bis zu einer steinernen Brücke, kehrte dort um und kam in schnellem Lauf zurück zum Falkensee. Das Motiv des erscheinenden schwarzen Rosses in alten bayerischen Volkssagen wird mit dem Bild der Hel, der Herrscherin der Unterwelt in der nordischen Mythologie, gleichgestellt.